# Petrova bouda

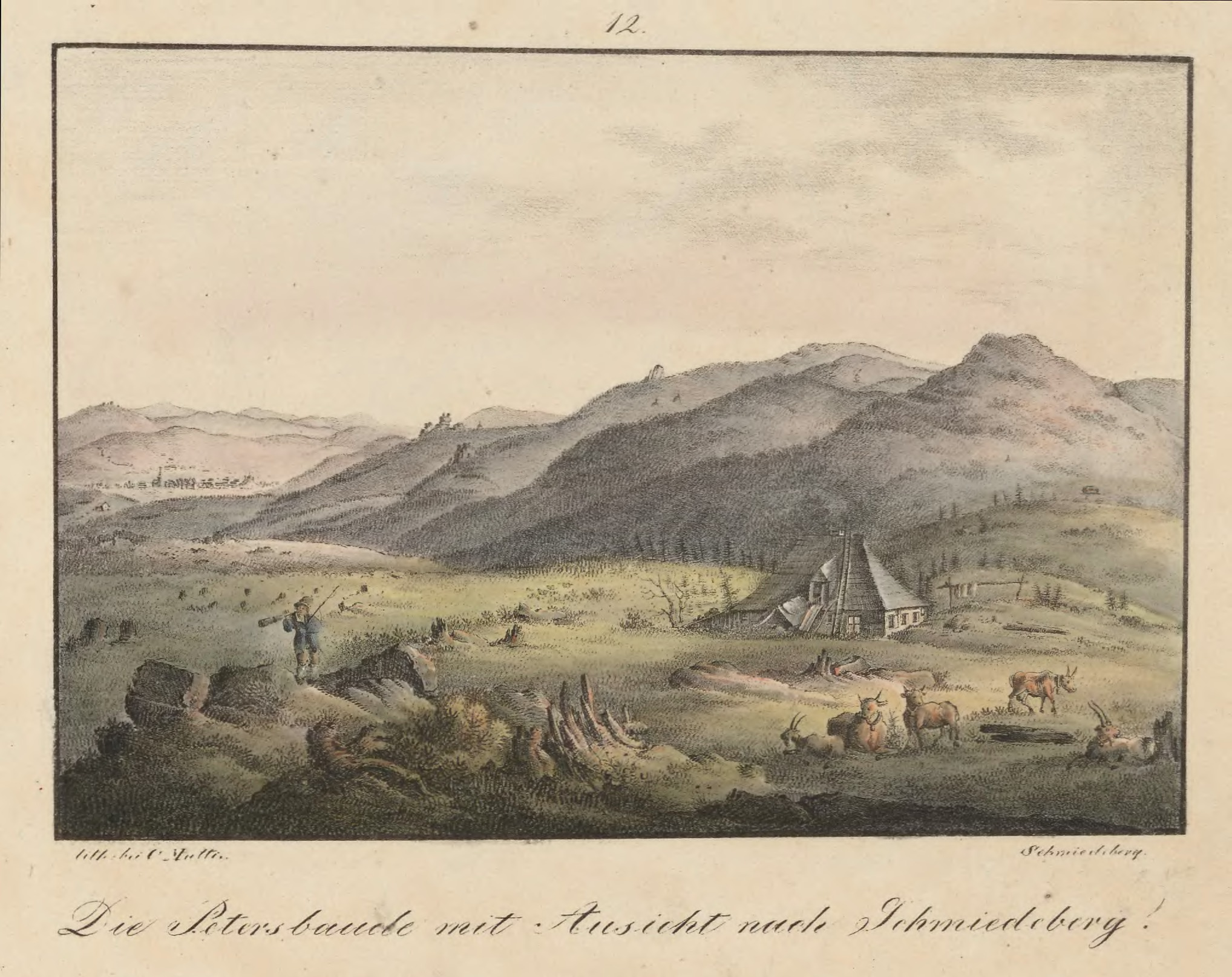
Peterbaude um 1830

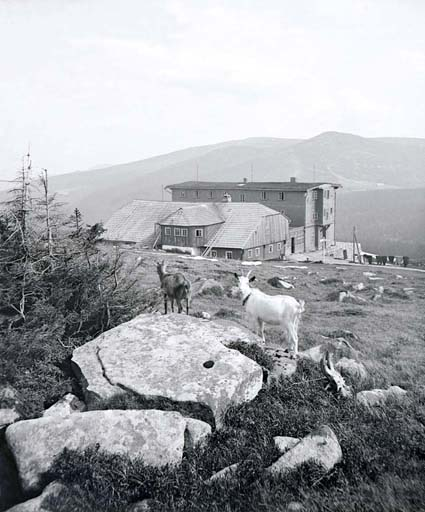
Peterbaude um 1900

Petrova bouda, auch Petrovka (deutsch Peterbaude) ist eine zur Gemarkung Spindlermühle gehörende Ansiedlung am Riesengebirgskamm in Tschechien. Sie befindet sich fünf Kilometer nördlich von Špindlerův Mlýn am Kammweg und liegt etwa 200 m von der Grenze zu Polen entfernt. Die Peterbaude war eine der ältesten Bauden des Riesengebirges. Im August 2011 wurde sie durch ein Feuer zerstört und 2020 wiedereröffnet.

## Geographie
Die Petrova bouda liegt in der Mitte des Riesengebirgshauptkammes am Südosthang der Mädelsteine (tschech. Dívčí kameny, poln. Śląskie Kamienie) in 1288 m n.m. Die Ansiedlung bestand ursprünglich aus mehreren Berghäusern, die im Laufe der Zeit um die alte Peterbaude entstanden. Nach der alten Elbfallbaude (1340 m n.m.) ist Petrova bouda die zweithöchste Ansiedlung auf dem Gemeindegebiet von Špindlerův Mlýn.
 Das rote Symbol links ist ein sogenanntes „Stummes Zeichen“, tschechisch Němé značky oder Muttichovka, mit dem die Stangen der Wintermarkierung an den Wegen zur Petrovka gekennzeichnet sind.

## Geschichte

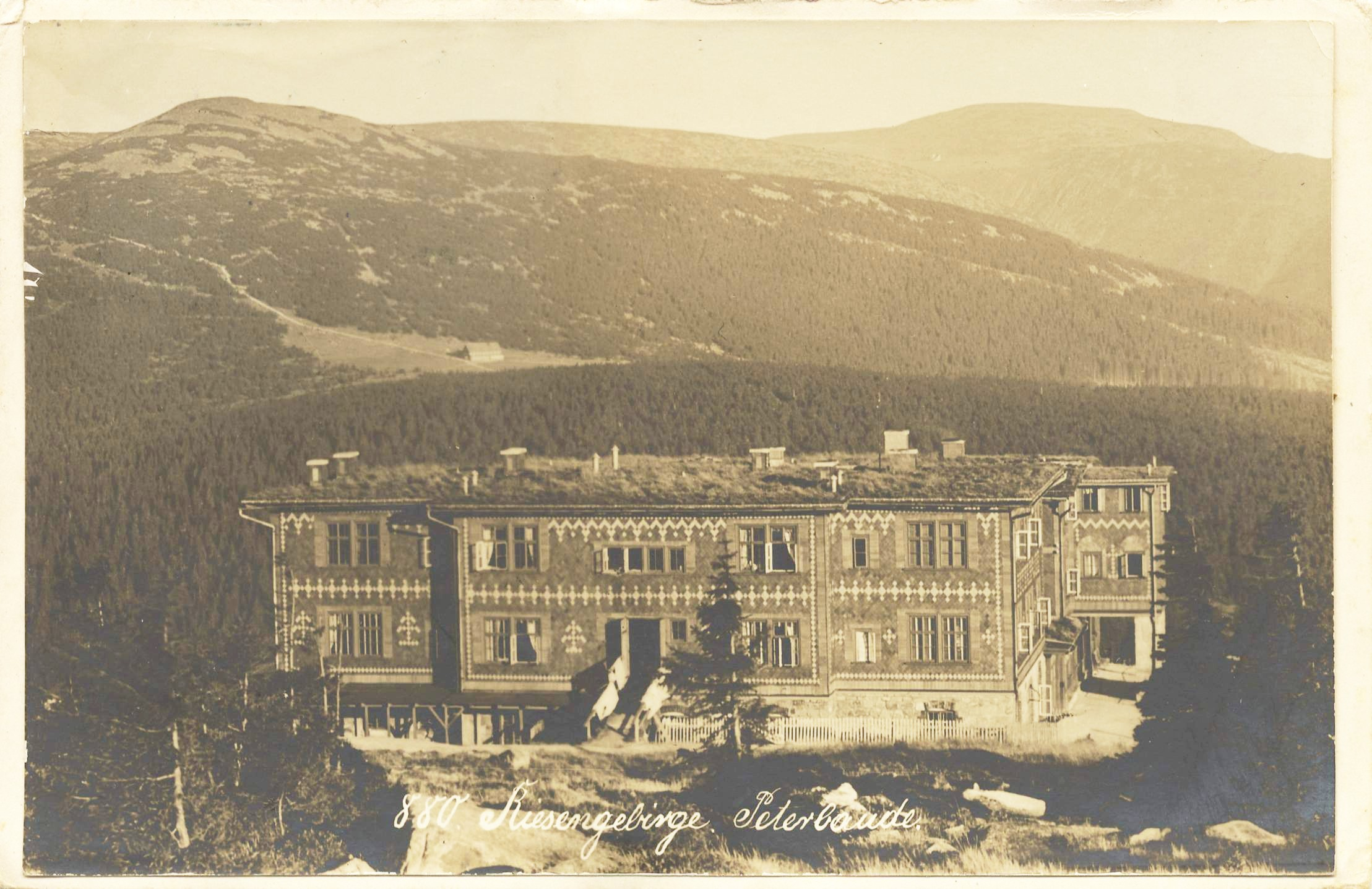
Gebäudeansicht der Peterbaude um 1911

Seit 1790 ist auf der Sommeralm der Familie Pittermann eine Sennerhütte nachweisbar. 1811 ließ Johann Pittermann an ihrer Stelle eine ganzjährig bewohnbare Bergbaude anlegen. Nach ihren Gründern, den Pieterleutn, wurde sie später als Pieterbaud bezeichnet. Nach Johann Pittermanns Tode bewirtschaftete dessen Sohn Ignaz die Baude. Er verkaufte sie 1844 für 400 Gulden an seinen Neffen Johann Zinecker. Ignaz Pittermann bewohnte die Baude weiterhin. Er kam 1849 bei einem Schneesturm um. Zinecker ließ die Peterbaude in Bruchsteinmauerwerk mit Stube und Kammer in Blockbau winterfest ausbauen. Die zunehmende Zahl von Ausflüglern veranlasste Zinecker 1866 zur Einrichtung von Gästezimmern im Dachgeschoss. Weiterhin entwickelte er Pläne zur Erweiterung des Baudenbetriebs. Im Jahre 1877 wurde in der Peterbaude ein k.k. Telegraphenamt eingerichtet. Sein Sohn Vinzenz Zinecker, der die Peterbaude 1884 erbte, ließ zwischen 1886 und 1887 unterhalb der alten Chaluppe ein neues viergeschossiges Berghotel mit begrastem Flachdach und Balkonen erbauen, das in den Hang eingelassen war und bis ins erste Geschoss aus Steinmauern bestand. Die Außenhaut erhielt eine Schieferverkleidung mit geometrischen Mustern. Im Parterre entstanden Gemeinschaftsräume und in den darüberliegenden Geschossen 20 Gästezimmer. Mit der Aufnahme von Hörnerschlittentouren nach Spindlermühl sowie später auch nach Agnetendorf und Hermsdorf erfreute sich die Baude seit den 1890er Jahren großer Beliebtheit. Im Jahre 1901 ließ Zinecker die alte Chaluppe abbrechen und an ihrer Stelle ein weiteres Gästehaus mit 44 Zimmern errichten, das in seiner Bauart dem darunterliegenden glich. Der funktionalistische Stil des Berghotels erlangte landesweite Aufmerksamkeit und galt als erster Bau der Moderne im Riesengebirge. Am 30. Juni 1901 entstand in der Peterbaude eine Niederlassung der k.k. Post. 1910 wurde die erste öffentliche Fernsprechstation in einer Bergbaude der böhmischen Länder eingerichtet, von der im Übrigen neben Gesprächen innerhalb der k.u.k. Monarchie auch eine Verbindung ins Deutsche Reich bestand.

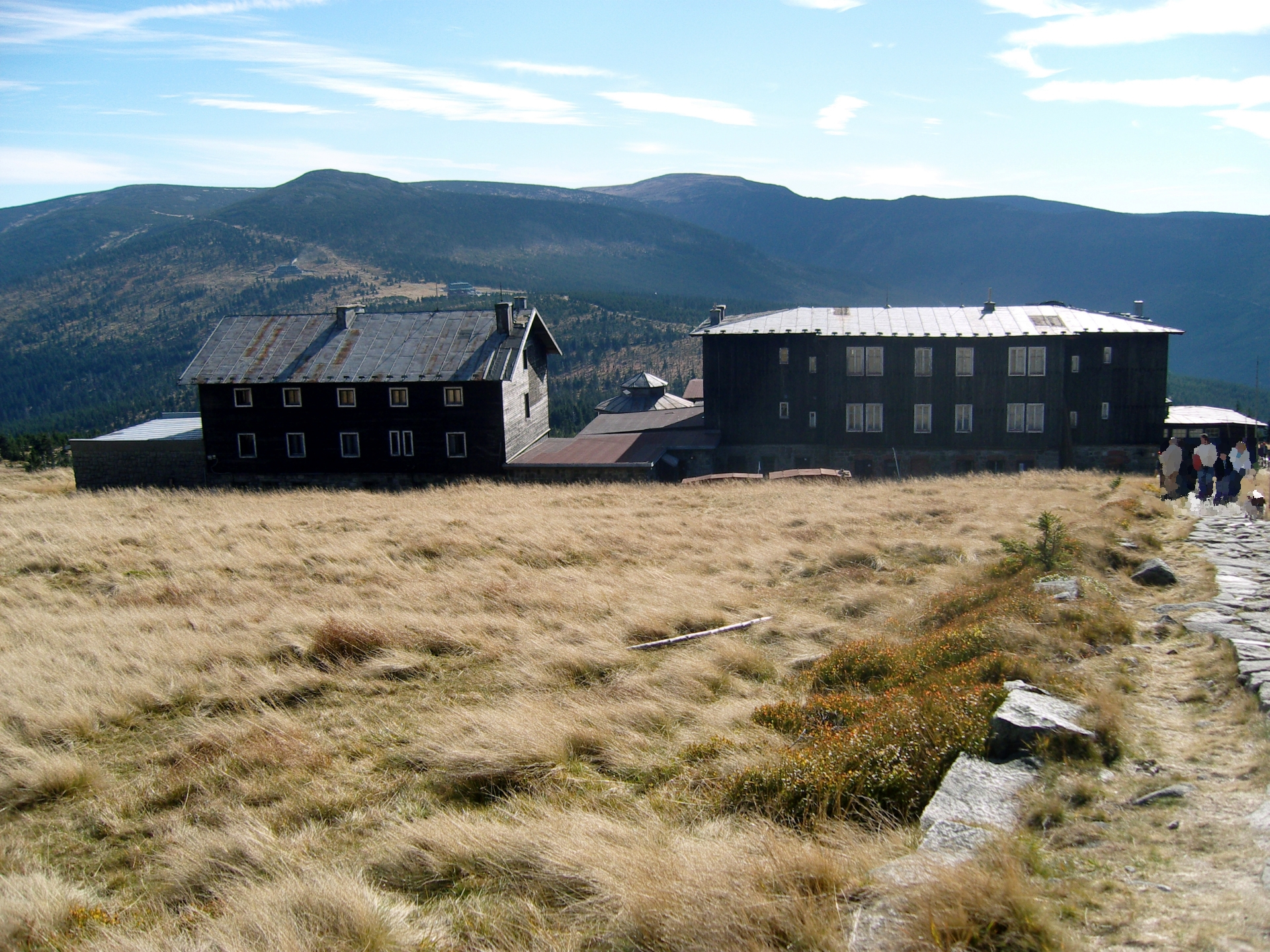
Herbst 2010, Blick nach Osten

Nach Vinzenz Zineckers Tod erbte 1913 dessen Frau Anna und nach ihr ihre vier Söhne die Baude. Diese ließen das Berghotel zwischen 1925 und 1929 um ein drittes, ebenfalls architektonisch anspruchsvolles Gästehaus erweitern, eine Aussichtsterrasse anlegen und die Gebäude miteinander verbinden. Zusammen mit der Adolf- und Spindlerbaude errichteten die Besitzer der Peterbaude im Roten Floß (Červený potok) ein Elektrizitätswerk, das fortan die drei großen Kammbauden im mittleren Riesengebirge mit Licht versorgen sollte. In dieser Zeit erreichte die Ansiedlung ihre Blüte. Peterbaude hatte 15 ständige Einwohner und besaß eine Hauskapelle und eine eigene Viehherde.
Nach dem Zweiten Weltkrieg wurde der deutschsprachigen Familie Zinecker wegen der Beherbergung der Protektoratsfunktionäre Karl Hermann Frank und Konstantin von Neurath Systemnähe zum Nationalsozialismus vorgeworfen und sie wurde enteignet. Die Brüder Zinecker wurden am 19. Juni 1945 nach Deutschland vertrieben. Die verstaatlichte Baude diente ab 1949 als Erholungsheim der ROH (Revoluční odborové hnutí, Revolutionäre Gewerkschaftsbewegung). Die historische Schieferverkleidung an den Hauptgebäuden wurde um 1969 durch weißen Eternit ersetzt, das den rauen klimatischen Verhältnissen nicht gewachsen war und sukzessive zersprang. Ab 1983 wurden die Hauptgebäude deshalb mit einer Bretterverkleidung versehen.

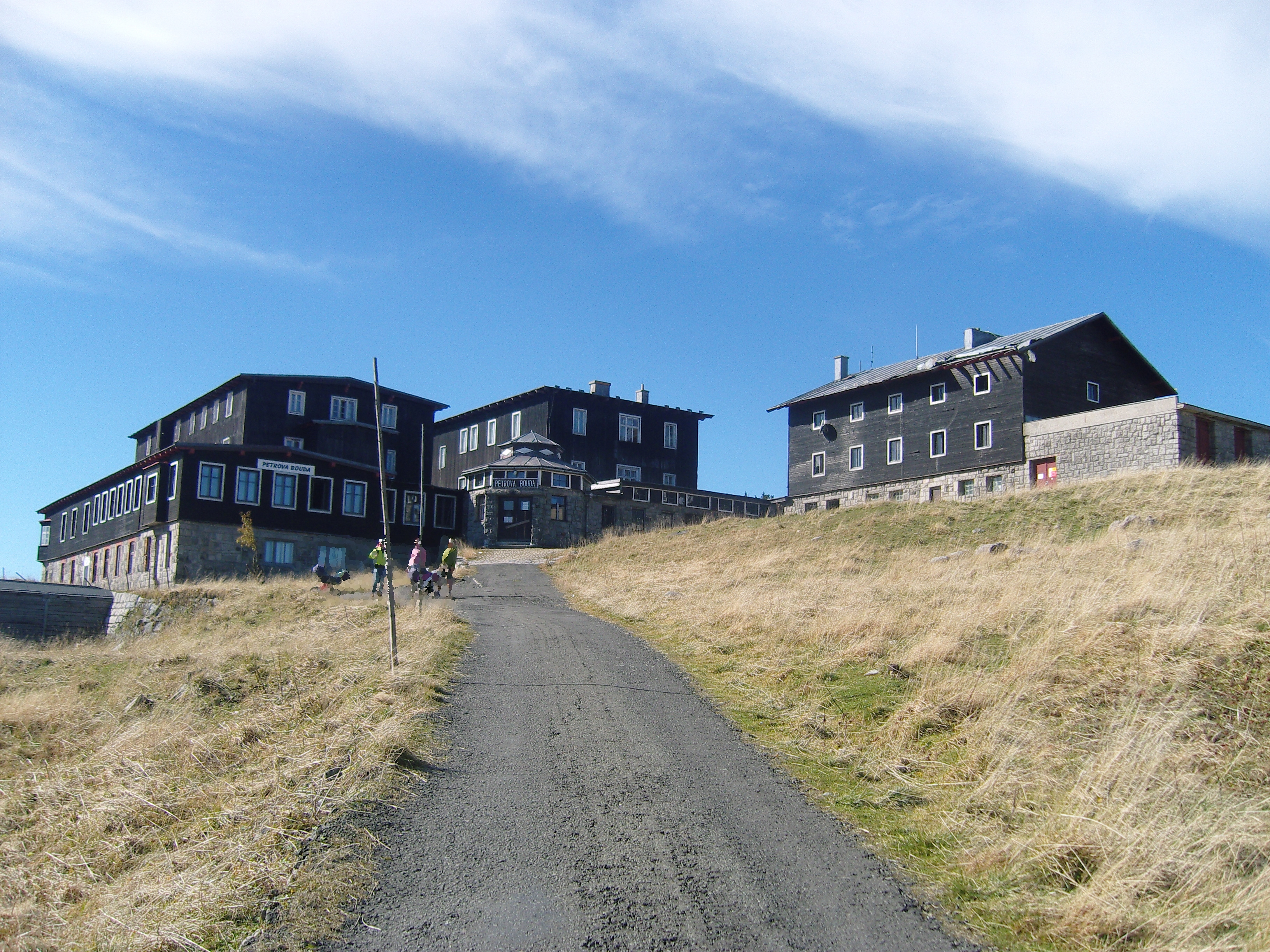
Herbst 2010, den Hauptkamm nach Westen hinaufkommend

1960 entstand eine Touristenherberge und 1972 eine Trafostation. 1983 wurde mit dem Bau einer Kläranlage und eines Parkplatzes begonnen, Erstere wurde 1993 fertiggestellt. Nach der Privatisierung wurde 1991 noch ein neues Elektrokesselhaus errichtet, ansonsten taten die häufig wechselnden Besitzer wenig zum Erhalt der Bausubstanz. Die dem fortschreitenden Verfall überlassenen Hauptgebäude wurden 1997 auf Initiative der Nationalparkverwaltung in die Liste Nationaler Kulturdenkmale aufgenommen. Der Baudenbetrieb wurde 2007 wegen Auflagen des Bezirkshygieneamtes Trutnov eingestellt.

Der aktuelle Besitzer, die Prager Firma Snowy Chalet, erwarb die Peterbaude im Jahr 2008, ließ die leerstehenden, unzureichend gesicherten Gebäude jedoch weiterhin verfallen. Die Firma gehört dem Geschäftsmann Vladimír Kovář, der auch Eigentümer des großen tschechischen IT-Unternehmens Unicorn ist. Im April 2011 erteilte das Gemeindeamt Vrchlabi unter Androhung einer Geldstrafe Snowy Chalet die Auflage, notwendige Reparaturarbeiten durchführen zu lassen. 

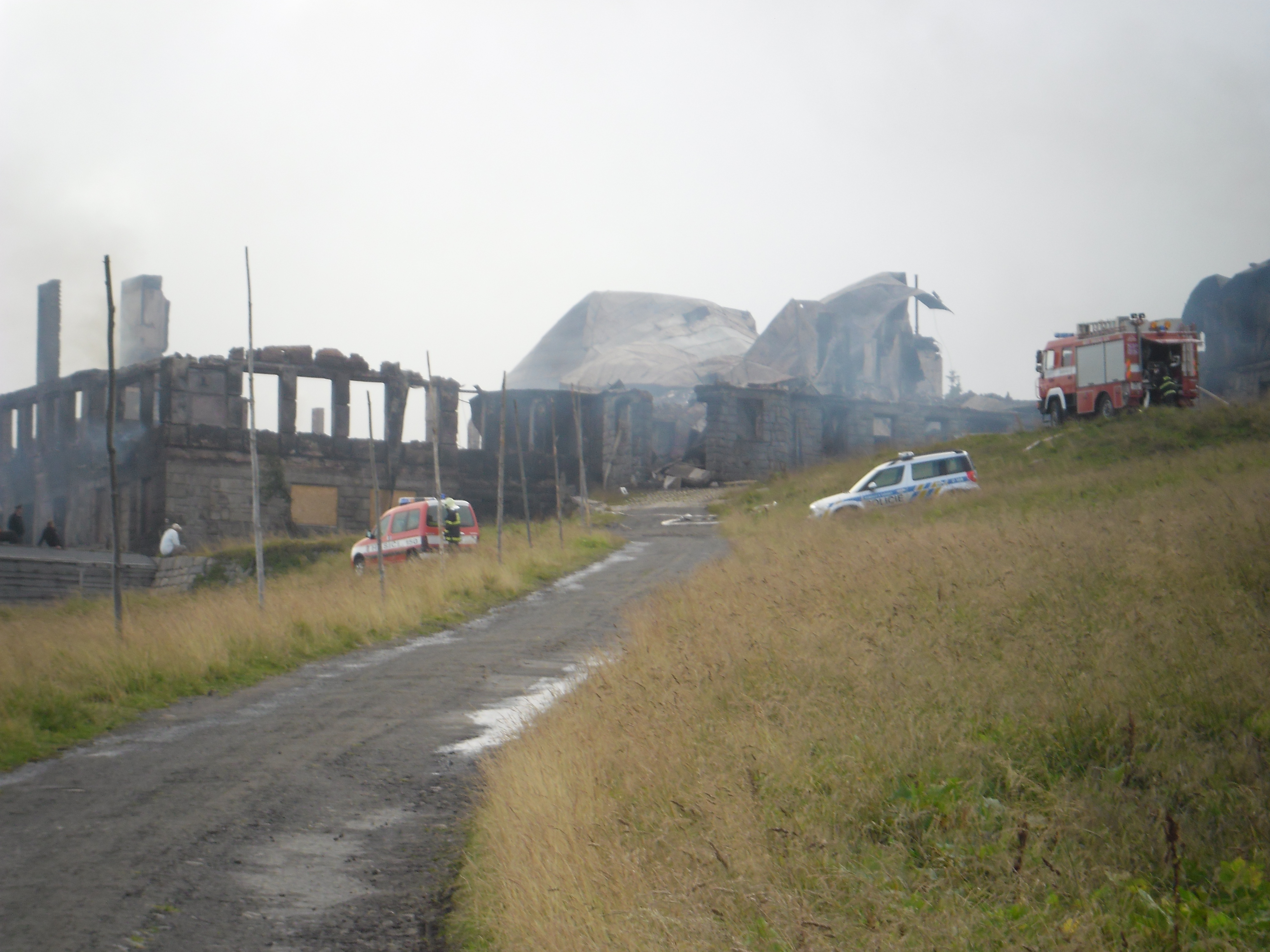
Ruinen der Hauptgebäude nach dem Brand von 2011

### Zerstörung 2011
In den frühen Morgenstunden des 1. August 2011 brannte das ehemalige Berghotel ab; auf der nahen Hütte Vatra wurde bereits am Abend des 31. Juli im dichten Nebel ein Rauchgeruch wahrgenommen. Die Alarmierung der Feuerwehr erfolgte um 9 Uhr; zu diesem Zeitpunkt standen bereits das Hauptgebäude und das Dach eines zweiten Gebäudes in Flammen. Um 14:30 brannte auch die dritte Baude. Gelöscht werden konnte der Brand um 17:30 Uhr.
Die tschechische Feuerwehr geht von Brandstiftung aus, da in jedem der drei Gebäude Brandherde festgestellt wurden, und hält zudem wegen der Nässe die Entstehung eines Brandes ohne Brandbeschleuniger für unwahrscheinlich. Bei der Untersuchung der Brandstätte wurden durch Hunde an vier verschiedenen Stellen Reste von Chemikalien wahrgenommen. Der oder die Brandstifter wurden nicht ermittelt.

### Wiederaufbau

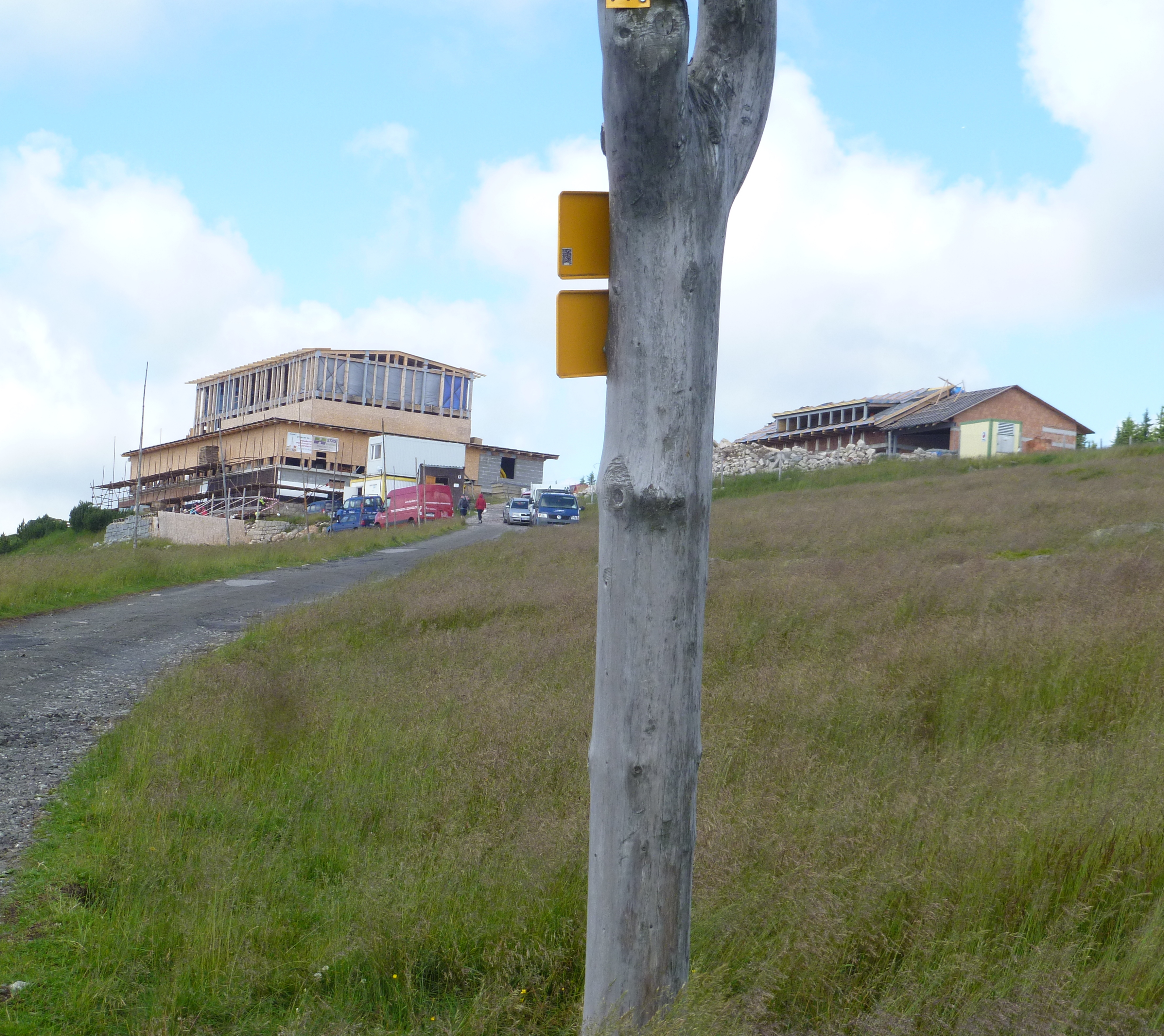
Juli 2017, Wiederaufbau

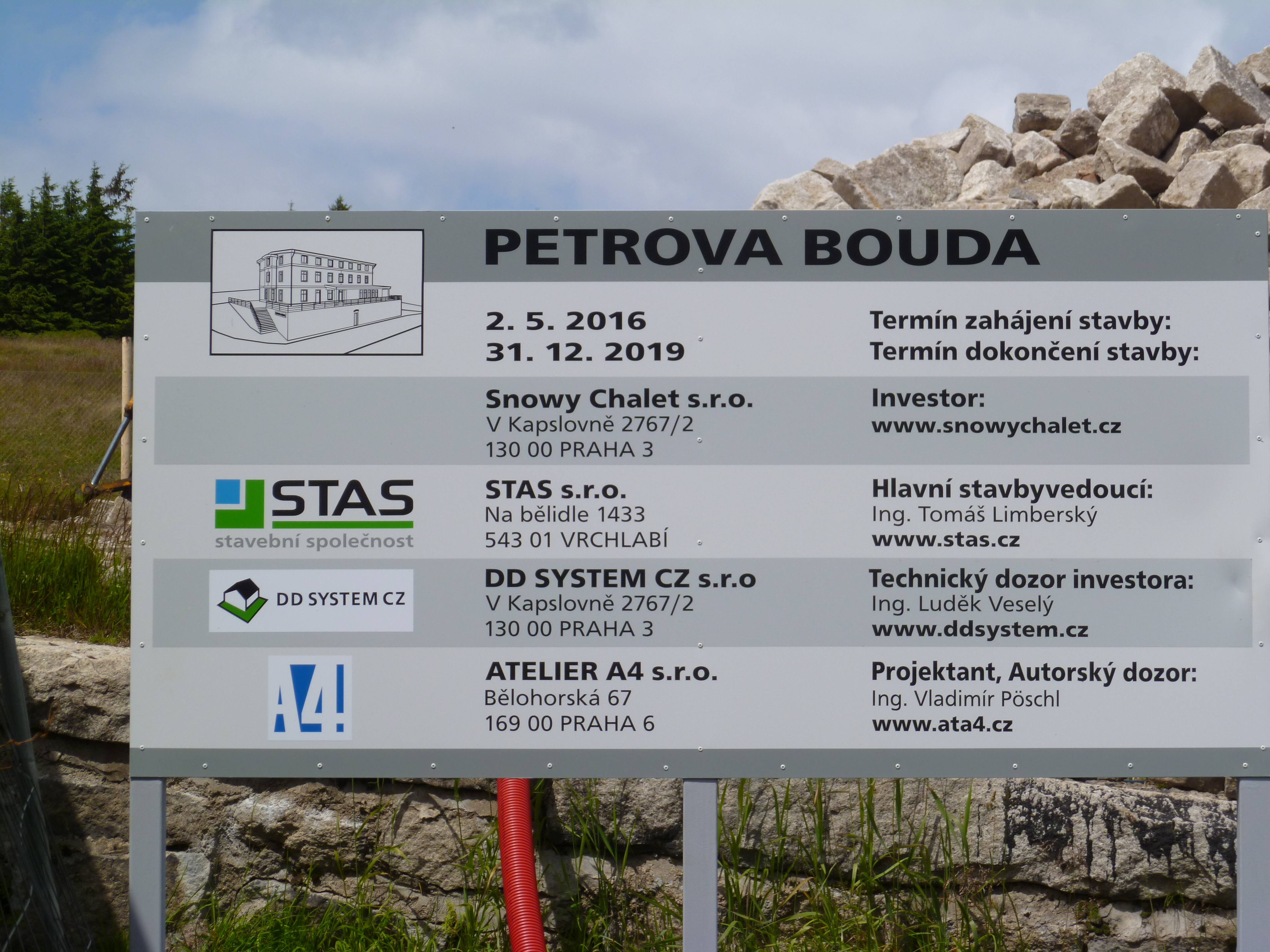
Juli 2017, Bautafel Wiederaufbau

Ab Mitte 2016 erfolgte der Wiederaufbau auf den noch vorhandenen und weiterhin denkmalgeschützten Grundmauern der alten Peterbaude. Die neu errichtete Baude ist etwas kleiner als die 2011 zerstörte; im Hauptgebäude stehen 52 Betten zur Verfügung, der gesamte Komplex hat eine Kapazität von 60 Personen. 2020 fand die Wiedereröffnung statt.